# Aldabrachelys gigantea hololissa
La tartaruga gigante delle Seychelles (Aldabrachelys gigantea hololissa (GÜNTHER, 1877)), conosciuta anche come tartaruga gigante a cupola delle Seychelles, è una sottospecie di tartaruga del genere Aldabrachelys.
Originariamente, abitava le grandi isole granitiche centrali delle Seychelles, ma venne cacciata in gran numero dai marinai europei. Intorno al 1840 si pensava si fosse estinta, insieme alla tartaruga gigante di Arnold, una sottospecie con cui condivideva le stesse isole.
La sottospecie è stata recentemente riscoperta, con poco più di cento individui sparsi in vari zoo e parchi naturali. Molti di questi esemplari sono stati liberati in natura su isole boscose come Silhouette, ma sono stati sfrattati nel 2011 dalla Seychelles Islands Development Company.

## Descrizione
Le tre sottospecie di tartaruga gigante di Aldabra-Seychelles possono essere distinte sulla base della forma del carapace, ma molti animali in cattività possono avere carapaci distorti, il che può rendere difficile la loro identificazione.
La tartaruga gigante delle Seychelles (A. g. hololissa) ha la parte superiore del carapace larga ed appiattita, con le squame in rilievo, dalla colorazione grigio-brunastro. A confronto, la tartaruga gigante di Aldabra (A. g. gigantea) ha un carapace più a cupola e di colore grigio-nero.

## Biologia

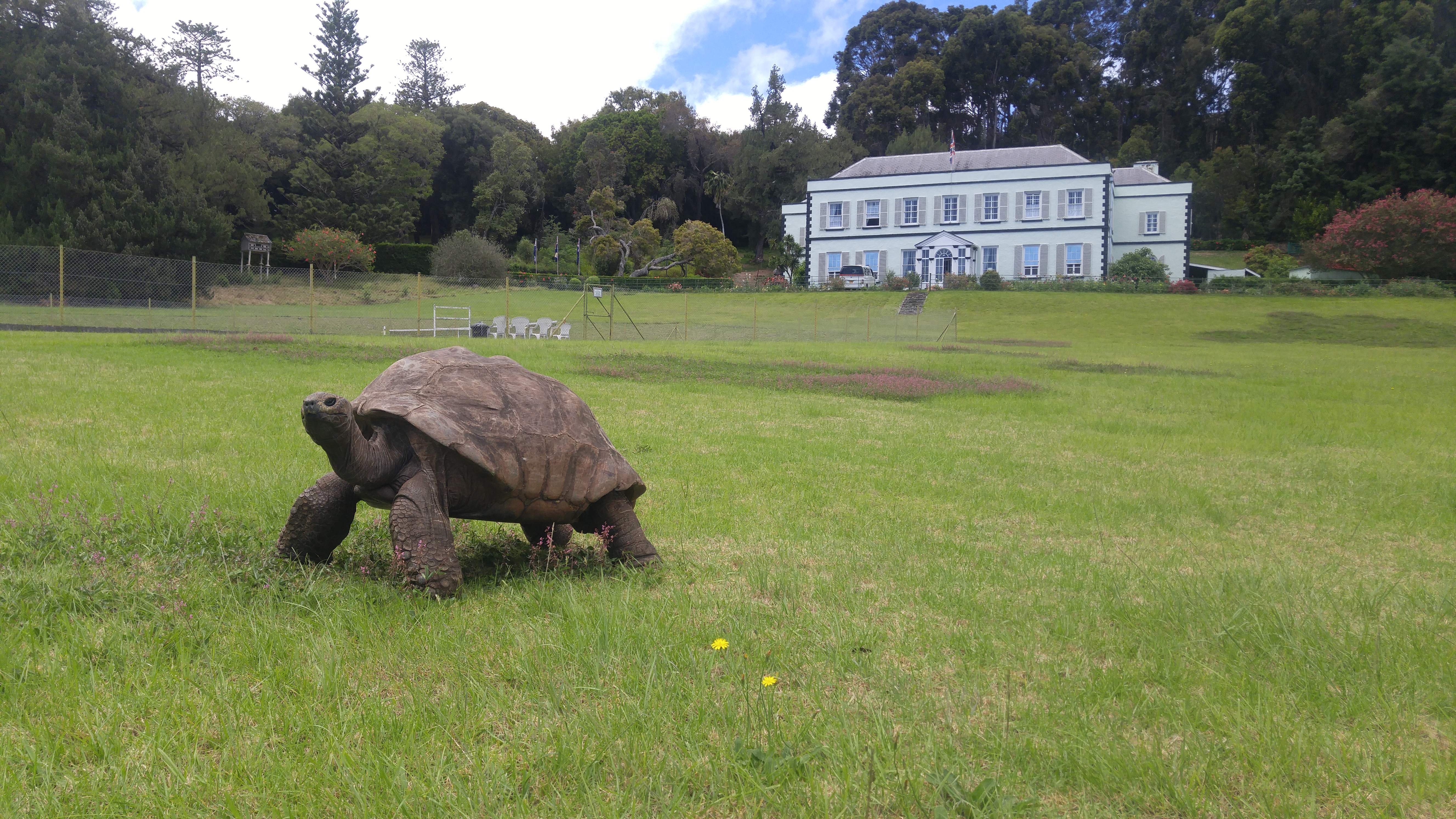
La tartaruga Jonathan, presso Plantation House, Sant'Elena (marzo 2020)

Le tartarughe giganti sono tra gli animali più longevi del pianeta. Si ritiene che alcuni esemplari di tartarughe giganti di Aldabra abbiano più di 200 anni, ma ciò è difficile da constatare poiché tendono a superare con l'età dei loro osservatori umani. Un esemplare chiamato Adwaita fu presumibilmente uno dei quattro esemplari portati dai marinai britannici dalle isole Seychelles come doni a Robert Clive della Compagnia britannica delle Indie Orientali, nel XVIII secolo, e arrivò allo zoo di Calcutta nel 1875. Alla sua morte, nel marzo 2006, a Kolkata (ex Calcutta) Zoo, in India, si ritiene che Adwaita abbia vissuto più a lungo di qualsiasi altra tartaruga nota, con un'età di 255 anni (anno di nascita 1750). Al momento si ritiene che l'esemplare più vecchio ancora in vita sia Jonathan, una tartaruga gigante delle Seychelles, che nel 2019 ha festeggiato i suoi 187 anni, con Esmeralda, una tartaruga gigante di Aldabra, in seconda posizione con un'età di 176 anni, dalla morte di Harriet a 176 anni, una tartaruga gigante delle Galapagos. Secondo un rapporto scritto, una tartaruga era tenuta nella guarnigione dall'esploratore francese Chevalier Marc-Joseph Marion du Fresne. La creatura ha vissuto nel forte per 118 anni. Morì nel 1918 quando divenne cieca e cadde accidentalmente dalla cima di una torretta.
La tartaruga gigante delle Seychelles è una delle uniche due specie di tartarughe esistenti ad essere stata osservata nell'avere rapporti omosessuali.

## Morfotipo
L'A. g. arnoldi è una sottospecie controversa, forse distinta dalla tartaruga gigante di Aldabra. La sottospecie è un morfotipo morfologicamente distintivo, ma è considerato un sinonimo della specie tipo da molti ricercatori. Questa identificazione si basa principalmente sui caratteri morfologici. Le identificazioni molecolari pubblicate non sono chiare con diverse indicazioni fornite da diverse fonti di dati.
È una sottospecie che predilige il pascolo, che differisce dalla tartaruga gigante di Aldabra per la sua forma più ampia e per la ridotta ossificazione dello scheletro; ciò la differenzia anche dall'altra sottospecie, la tartaruga gigante di Arnold (A. g. arnoldi).
Originariamente creduta estinta in natura, si è scoperto che alcuni esemplari sono sopravvissuti negli zoo. Ne rimangono solo 37 adulti, di cui 28 in cattività, e 8 sull'isola di Cousine, 6 dei quali sono stati liberati nel 2011 insieme a 40 giovani allevati in cattività. I giovani allevati in cattività mostrano che esiste una presunta base genetica del morfotipo e sono necessari ulteriori ricerche genetici per chiarire questo aspetto.

## Estinzione e riscoperta
In origine, diverse sottospecie di tartaruga gigante abitavano le Seychelles. Grandi e lente, secondo quanto riferito, le tartarughe erano amichevoli, e non avevano paura dell'uomo. Per questo i marinai e i coloni che arrivarono su queste isole ne massacrarono migliaia, portando rapidamente all'estinzione la maggior parte delle popolazioni sulle isole.
Originariamente, si credeva che la sottospecie di Aldabra fosse l'unica sottospecie ad essere sopravvissuta allo sfruttamento eccessivo delle isole. Occasionalmente (più di recente nel 1995), alcuni esemplari di tartarughe giganti negli zoo o in cattività venivano identificati come appartenenti alla sottospecie estinta delle Seychelles, sopravvissute in cattività. Il numero di tartarughe con una forma del carapace sospetto portò il Nature Protection Trust delle Seychelles a esaminare l'identità delle varie tartarughe di Aldabra/Seychelles. L'esame degli esemplari museali della sottospecie "estinta" delle Seychelles da parte del dottor Justin Gerlach e Laura Canning confermò che alcuni esemplari viventi mostravano le caratteristiche della sottospecie presumibilmente estinta. Alcuni articoli scientifici pubblicati di recente sulla genetica delle tartarughe delle Seychelles e dell'oceano Indiano forniscono risultati contrastanti. Alcuni studi suggeriscono che una sola specie fosse sempre presente nelle isole, mentre altri suggeriscono tre specie distinte, ma strettamente correlate.

### Conservazione

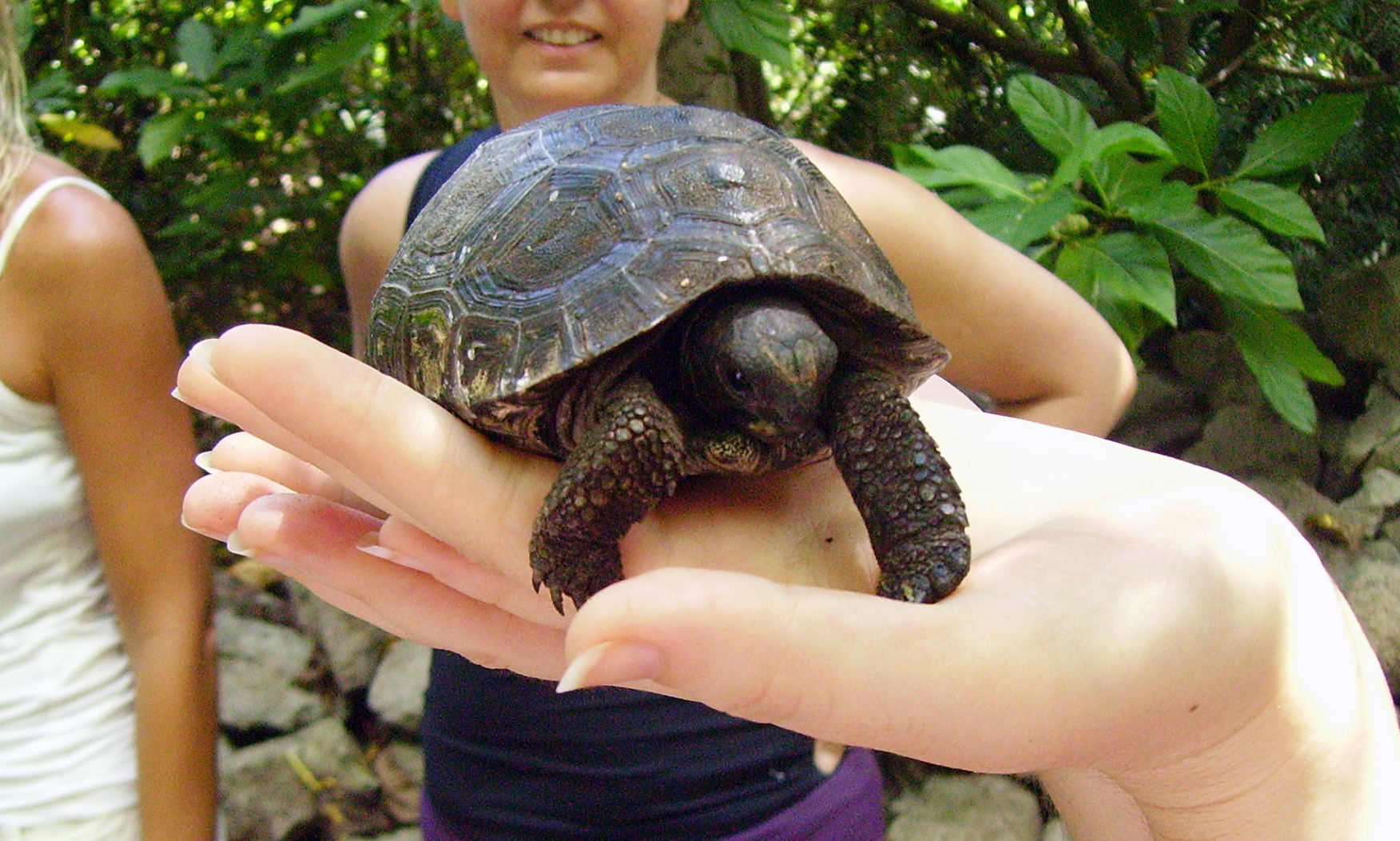
Ogni cucciolo di tartaruga gigante delle Seychelles rappresenta una possibilità per il ristabilimento di questa sottospecie in natura

Grazie a test del DNA, sono state identificate diverse tartarughe della sottospecie "estinta" che sono state in seguito acquisite dal Nature Protection Trust delle Seychelles per la loro conservazione. Questi esemplari sono stati portate a Silhouette Island, per avviare un programma di riproduzione in cattività, avviatosi nel 1997. Per diversi anni, le tartarughe femmine hanno prodotto uova infertili, ma nel dicembre 2002 le uova deposte da una piccola tartaruga iniziarono a schiudersi. Quando il Nature Protection Trust delle Seychelles (NPTS) fu sfrattato dall'isola di Silhouette, aveva permesso la nascita di 40 piccoli di tartaruga gigante delle Seychelles.
La decisione della Islands Development Company di sfrattare il Nature Protection Trust delle Seychelles dall'isola di Silhouette entro marzo 2011 e il loro rifiuto di consentire alle tartarughe selvatiche di vivere sull'isola, ha costretto il NPTS ha trasferire le tartaruga su una nuova isola.
L'isola privata di Cousine accettò di fornire una nuova casa per le tartarughe delle Seychelles. Nell'aprile 2011, le tartarughe giganti delle Seychelles arrivarono a Cousine. Se fossero stati in grado di liberarli sull'isola di Silhouette, avrebbero stabilito una popolazione selvatica separata. Tuttavia, ora vi è il rischio che si mischino alle già presenti tartarughe giganti di Aldabra. Il Nature Protection Trust delle Seychelles trae consolazione dalla produzione di una nuova generazione di giovani tartarughe che vivranno per almeno 100 anni. In quel periodo potrebbe esserci l'opportunità di stabilire popolazioni pure di queste tartarughe. Questi animali vivono più a lungo rispetto alle prospettive di gestione e sviluppo a breve termine.